# Atsushi Yamaguchi
Atsushi Yamaguchi (japanisch 山口 篤史 Yamaguchi Atsushi; * 8. Juli 1980 in der Präfektur Kanagawa) ist ein ehemaliger japanischer Fußballspieler.

## Karriere
Yamaguchi erlernte das Fußballspielen in der Jugendmannschaft von Bellmare Hiratsuka. Seinen ersten Vertrag unterschrieb er 1999 bei Otsuka Pharmaceutical (heute: Tokushima Vortis). Der Verein spielte in der dritthöchsten Liga des Landes, der Japan Football League. 2004 wurde er mit dem Verein Meister der Japan Football League und stieg in die J2 League auf. Danach spielte er bei Banditonce Kakogawa.